# Christiane Mercelis
Christiane Mercelis, née le 5 octobre 1931 et morte le 14 juin 2024 à Uccle, est une joueuse de tennis belge des années 1950 et 1960.

## Carrière
En junior, elle remporte en 1949 le simple filles du Tournoi de Wimbledon face à Susan Partridge (en) (future épouse de Philippe Chatrier).
Son meilleur résultat dans un tournoi du Grand Chelem est un quart de finale à Roland-Garros en 1957. Désignée tête de série no 3, elle est battue par la Britannique Ann Haydon-Jones. Au tournoi de Wimbledon qu'elle a disputé à 18 reprises entre 1951 et 1968, elle a atteint les huitièmes de finale en 1954, 1955 et 1958.
Elle détient 83 titres de championne de Belgique (toutes catégories confondues). En senior, elle totalise 13 titres en simple et autant en double.
Elle a fait partie à la fin des années 1950 des 20 meilleures joueuses mondiales et des trois meilleures européennes.